# Portrait du comte-duc d'Olivares (Vélasquez, São Paulo)
Pour les articles homonymes, voir Portrait du comte-duc d'Olivares.
Le Portrait du comte-duc d'Olivares est une huile sur toile attribuée Diego Vélazquez. C'est un portrait  du Comte-Duc d'Olivares, premier ministre de Philippe IV d'Espagne, réalisé en 1624. La toile est exposée au Musée d'Art de São Paulo.

## Histoire et caractéristique de l’œuvre
C'est un portrait  de Gaspar de Guzmán y Pimentel, Comte-Duc d'Olivares et premier ministre de Philippe IV d'Espagne.
Pour José López-Rey, ce serait un des trois portraits commandés par Antonia de Ipeñarrieta (du roi, du comte-duc et de son défunt époux García Pérez) pour lesquels Velázquez reçut un paiement de 800 ducats en décembre 1624. Jonathan Brown met en question la paternité de l’œuvre bien qu'il admette qu'elle corresponde à l'archétype du portrait de Vélasquez.
Le comte-duc est représenté debout, la main gauche sur le pommeau de son épée, et la main droite appuyée sur une table où est posé chapeau. La table est couverte d'une nappe en velours rouge. Le comte est vêtu d'un habit noir, symbole de son pouvoir, avec une chaîne en or faite de grands anneaux, des éperons en or, la clef de major-d'homme à la ceinture et un habit marqué de la croix de l'ordre de Calatrava, ensemble d'éléments marquant l'importance, le pouvoir et le sérieux du personnage.
On note également l'énorme fraise lisse et couleur argent, démesurée par rapport à la tête et qui génère un curieux effet visuel.